# 鳥屋野運動公園野球場
鳥屋野運動公園野球場（とやのうんどうこうえん やきゅうじょう）は、新潟県新潟市中央区の鳥屋野運動公園内にある野球場。旧称 新潟市営鳥屋野野球場。現在も球場正面の銘板はこの表記となっている。施設は新潟市が所有し、新潟市開発公社が指定管理者として運営管理を行っている。

## 歴史
1963年8月、翌1964年開催の第19回新潟国体（この年は秋季大会が東京オリンピックの関係で春季に変更された）に合わせて竣工。しかし、国体閉幕直後に襲った新潟地震の影響で一部損壊し、1965年夏まで長期閉鎖を余儀なくされたが、以後は高校野球、社会人野球などアマチュア野球公式戦を中心に開催している。
初のプロ野球公式戦は1966年5月3日に開催された、サンケイアトムズ（現東京ヤクルトスワローズ）対広島カープ4回戦。1989年には両翼を90mから97mに拡張されるなどしたが、老朽化や設備の陳腐化などもあって、プロ野球の一軍公式戦は1996年6月9日の近鉄バファローズ対西武ライオンズ12回戦を最後に開催されていない。
二軍戦ではイースタン・リーグ公式戦の他、1977年にはウエスタン・リーグ、1994年にはイースタン・リーグの各トーナメント大会が開催されたことがあるが、1998年4月25日のイースタン公式戦・読売ジャイアンツ対日本ハムファイターズ戦を最後に、1999年から2007年までの9シーズンは二軍戦に関しても開催実績がなかった。なお2008年6月28日には実に10年ぶりにイースタン公式戦・読売ジャイアンツ対北海道日本ハムファイターズ戦1試合が開催されたものの、観客数や安全面の問題などから外野スタンドは開放されなかった。
また2007年に発足したベースボール・チャレンジ・リーグ（当時北信越ベースボール・チャレンジ・リーグ）は、発足当時所属球団について「特定の本拠地を設けない」という規定を設けていたが、このうち新潟県を本拠とする新潟アルビレックス・ベースボール・クラブは、球団創設当初は鳥屋野を自軍ホームゲームの主たる開催野球場とせず、三条市の三条市民球場（三條機械スタジアム→三条パール金属スタジアム）をメイン球場とした。他の5球団はいずれも、それぞれが本拠とする県の県庁所在地にある野球場が最も設備が整っていることからホームゲームの大半をそれらで開催した。しかし新潟市内には当時設備の整った野球場がなかったことに加え、2008年から球団の拠点を長岡市に移転したことや、三条市が新潟市と長岡市のほぼ中間部に位置している点、長距離移動による負担軽減の必要性などといった地理的な条件を考慮して、新潟BCはホームゲームを三機スタジアムと長岡市悠久山野球場の2球場を中心に開催する方針を採ったため、鳥屋野でのホームゲームは年間数試合にとどまっていた（2007年と2008年は各4試合を開催）。2009年夏、新潟県立野球場（HARD OFF ECOスタジアム新潟）が竣工し、このシーズンは新潟県立で5試合、鳥屋野では2試合が開催された。2010年シーズンは新潟市での開催地を新潟県立に一本化（2010年は前・後期合計10試合を開催）したため鳥屋野での開催はなくなり、以後も実施されていない。
なおメインスタンドの一・三塁側ポール際付近と外野スタンドは盛り土構造となっているが、老朽化による安全性の問題から立入りが制限されている。
2009年春、同年開催予定の「トキめき新潟国体」の競技会場となることを想定してスコアボードを改修し、表示を簡素化した上でLED式となった。
新潟市は鳥屋野運動公園野球場について築60年と老朽化していることから、2024年度以降に同地で建て替えるか、若しくは別の地に新築移転することを含めて有識者による議論を経て今後の方針を決めるとしていた。しかし2024年元日に発生した能登半島地震の影響により液状化現象などで施設が破損し使用不能状態となったことを受け、同年2月に「新潟市スポーツ施設の未来構想会議」は「鳥屋野球場について、鳥屋野潟南部地区（新潟県スポーツ公園内）に新築移転することが望ましい」との提言書案を纏め、同年3月下旬に提言を正式決定の上で新潟市長・中原八一宛へ提出する方針であることが明らかになっている。

## 新潟県内の硬式野球場事情
新潟県は鳥屋野潟対岸の中央区長潟にある新潟県スポーツ公園の南側園地で新たな野球場の整備事業を進め、2009年6月30日に前述の県立野球場が竣工し、NPBやBCリーグ公式戦の開催や、高校野球など主要アマチュア公式戦のメイン開催は同球場へ移行した。また、新潟市も市内2箇所で野球場の新規整備を進め、西区黒埼地区の板井地内で整備事業が進められた「みどりと森の運動公園」の園内にはアマチュア規格を充足するみどりと森の運動公園野球場が2011年7月にオープンした他、南区白根地区南部（庄瀬地域）の真木地内では新潟市白根野球場が2013年4月に竣工し、供用を開始している。
新潟市の旧市域内の硬式野球場はこの鳥屋野の他、西区小針に1970年竣工の新潟市小針野球場があり、共に老朽化が著しく進行しているが、市では両球場の処遇に関し、前述の2球場が竣工した後も「当面は補修しながら供用を継続する」と方針を明らかにしている。しかし、小針野球場は2021年に老朽化のため閉場した。

## 施設概要

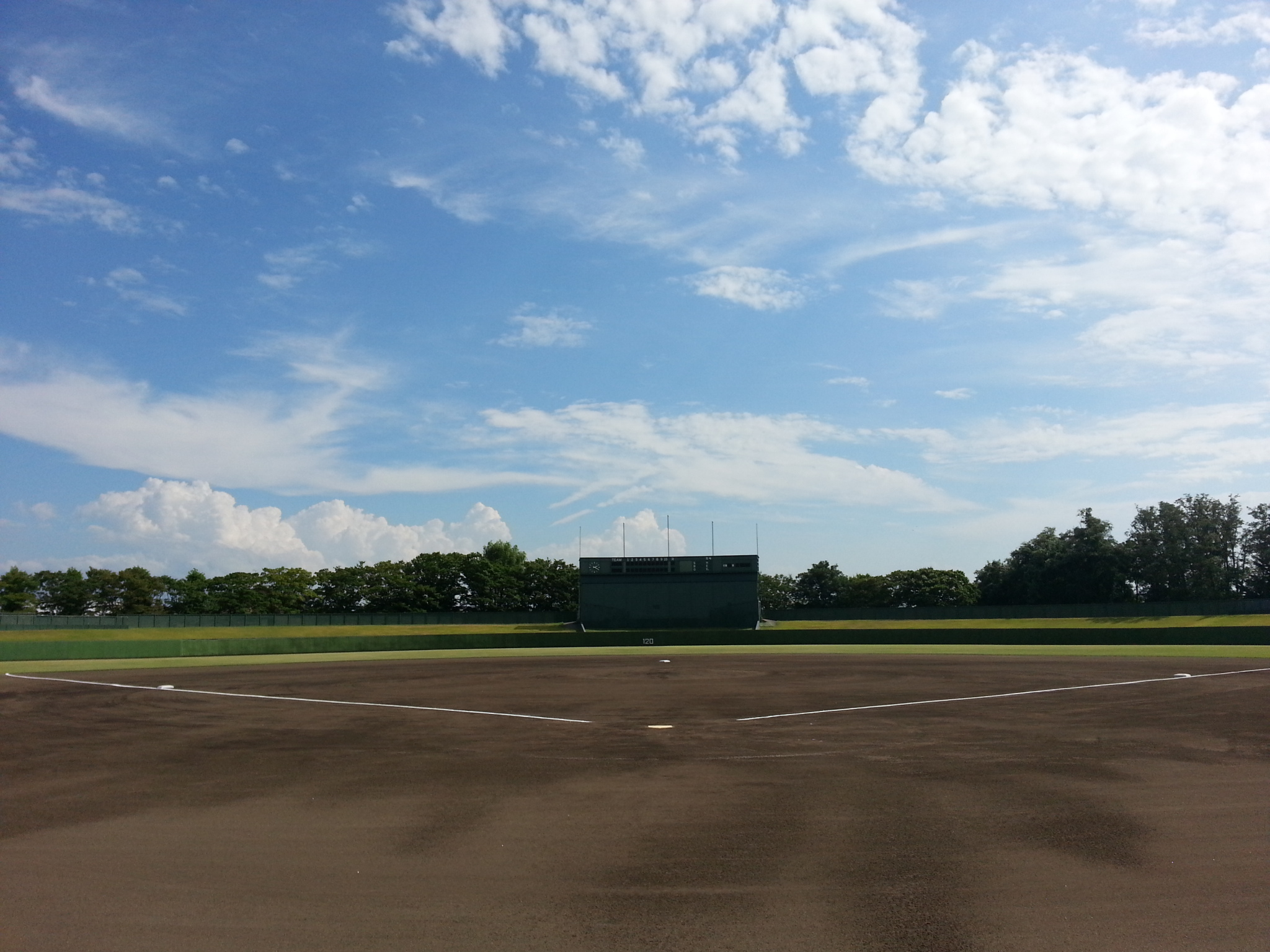
鳥屋野運動公園野球場（2016年8月）

メインスタンドのエントランス部はスロープ状になっており、観客を地平部からスタンド2階に直接誘導する形となっている。この動線の設計は、かつてロッテオリオンズ（現千葉ロッテマリーンズ）が本拠地としていた東京スタジアムを模したものだといわれているが、定かではない。
- 両翼：97m（実寸は97.6mだが表記は左記の通り）、中堅：120m
- 内野：クレー舗装、外野：天然芝
- スコアボード：LED方式（イニングスコア・現打者のみ）2008年末まではパネル式
- 照明設備：なし
- 収容人数：14,000人
  - 内野：9,680人（背もたれなしセパレート席、ポール際付近はコンクリート製ベンチ席）外野：4,320人（芝生）

メインスタンドの一・三塁側ポール際付近（上述のベンチ席）と外野スタンドは、安全上の問題から立入不可。このため現在の実勢収容人数は8,000～9,000人となっている。  鳥屋野運動公園野球場（2016年8月）

## 交通
- 新潟交通 S5 女池線 「野球場・科学館前」バス停より徒歩約3分。
  - 新潟駅南口バスターミナル3番線からは「S51 笹出線・江南高校前経由 女池愛宕 行」「S52 笹出線・江南高校前経由 新潟市民病院 行」が利用可能
  - 市役所前からは「S50 西跨線橋・江南高校前経由 女池愛宕 行」が利用可能
  - S51・S52系統は平日概ね30分間隔で運行しているが、土曜・休日は減便となる（概ね60分間隔）。S50系統は概ね30分間隔で運行している。
  - 高校野球開催時には原則として臨時バスの運行なし。
- 国道8号（新潟バイパス）女池IC・桜木ICいずれからも車で約5分

## 公園内のその他の施設
- 鳥屋野運動公園球技場
- 鳥屋野運動公園馬場

なお、新潟市鳥屋野総合体育館は鳥屋野運動公園内ではなく、中央区神道寺に所在する。